# Genesis
Genesis fue un grupo británico de rock progresivo creado en 1967 por Tony Banks, Mike Rutherford, Peter Gabriel y Anthony Phillips. 
Tras la marcha del guitarrista y compositor Anthony Phillips (quien fue brevemente reemplazado por Mick Barnard) y tras varios cambios de bateristas, el grupo quedó conformado en su primera formación "clásica" (1970-1975) por Peter Gabriel (voz y flauta), Tony Banks (teclados), Mike Rutherford (bajo y guitarras), Phil Collins (batería y percusión) y Steve Hackett (guitarra líder). Tras la salida de Gabriel -en 1975- y de Hackett -en 1977- el grupo quedó reducido a un cuarteto, ahora con Daryl Stuermer, y posteriormente a un trío, con Collins como cantante y baterista, Rutherford como guitarrista y bajista y Banks como tecladista. A partir de la década de 1980, la música de Genesis vería un cambio fundamental de estilo, del rock progresivo hacia el pop-rock, coincidiendo con la época de mayor éxito comercial y con Phil Collins como su líder más visible.
En 1996 Phil Collins abandonó oficialmente Genesis, para centrarse en su carrera solista, y Ray Wilson fue su reemplazo como vocalista por un breve lapso de tiempo. Genesis se separó definitivamente en 1998. Sin embargo en 2007 realizaron una exitosa gira de conciertos por Europa y los Estados Unidos, llamada "Turn It On Again", tras la cual en varias ocasiones se ha comentado una posible vuelta a los estudios de grabación. En el 2020 se anunció su regreso a los escenarios con la gira "The Last Domino?", que además de Collins, Banks y Rutherford, incluye al bajista/guitarrista y antiguo colaborador Daryl Stuermer y al hijo de Phil, Nicholas Collins en batería en reemplazo de Chester Thompson. El 26 de marzo del 2022 dieron su último concierto de la gira de despedida en la ciudad de Londres, poniendo punto final a la actividad de la banda.
Con aproximadamente 155 millones de álbumes vendidos en todo el mundo, Genesis se encuentra entre los treinta grupos más exitosos en ventas de todos los tiempos. Durante su trayectoria han recibido 4 nominaciones y 1 Premio Grammy, 3 nominaciones y 1 Premio American Music y nominaciones a los Premios Brit.

## Historia

### Pre-Genesis: 1963-1967
Tres estudiantes de la escuela secundaria de élite Chartehouse, en la villa de Godalming (Inglaterra), a 67 km al suroeste del centro de Londres, Peter Gabriel , Tony Banks y Chris Stewart, crearon el grupo musical Garden Wall, inspirados en la música que escuchaban. Tocaban en recitales escolares y fueron ganando, poco a poco, experiencia musical. Por su parte, en el mismo colegio existía otra agrupación musical similar, llamada The Anon, conformada por Anthony Phillips y Mike Rutherford, ambos también compañeros y amigos. En 1966 decidieron juntarse, creando The New Anon. Este grupo llamó la atención de su igualmente compañero de escuela Jonathan King, joven productor quien los promovió en la discográfica Decca Records, con la que firmaron su primer contrato en 1968.

### Inicios: 1967-1969
El nombre del grupo, dado por Jonathan King, alude al Génesis (primer libro de la Biblia). Al principio se llamaban From Genesis to Revelation, como su primer disco, debido a que en Estados Unidos existía un grupo llamado Genesis. Tras lanzar el disco, lograron convencer a la discográfica sobre sus posibilidades de éxito. Sus composiciones de ese breve período fueron lanzadas como su álbum debut From Genesis to Revelation. Ya en 1969, Chris Stewart participó en solo cuatro canciones: «The Silent Sun», «That's Me», «A Winter's Tale» y «One Eyed Hound». Aparentemente, al poco tiempo de tocar en Genesis, Stewart se cansó y se alejó de la banda para posteriormente instalarse a vivir en el sur de España. John Silver sería su reemplazo y quien grabaría en el resto de las canciones. Sin embargo King no le aportaba a la banda ningún resultado concreto y por ello decidieron prescindir de sus servicios. 
Tiempo más tarde, conocieron a otro productor Tony Stratton Smith, fundador de Charisma Records, con el que grabaron su segundo álbum, Trespass, y con John Mayhew a la batería reemplazando a Silver. Una vez terminado el disco Anthony Phillips decidió abandonar el grupo por miedo escénico, que le impedía cumplir con las obligaciones de músico en las giras que realizaban, y, sobre todo, para estudiar guitarra y piano clásicos y poder así desarrollar su propia música. La ida de Phillips generó la primera gran crisis en la banda, que estuvo a punto de disolverse tras el abandono del músico considerado como la "principal fuerza creativa del grupo". Con Phillips se fue también el baterista John Mayhew.

### Época Peter Gabriel: 1970-1975
Para sustituir a Anthony Phillips y John Mayhew ingresaron el guitarrista Steve Hackett y el baterista Phil Collins respectivamente. Los nuevos integrantes ayudan a definir el sonido característico del grupo, como se apreció en el siguiente álbum, Nursery Cryme. Comenzó así un período de extraordinaria creatividad en el que el aspecto genuinamente teatral de sus actuaciones en vivo (cambios de vestuario, maquillaje y la particular interpretación de Gabriel como vocalista y showman) cobra tanta importancia como el musical, como puede observarse en la puesta en escena de temas tales como «The Musical Box». 
Las composiciones logran una complejidad similar, o incluso superior, a las de muchas bandas de rock progresivo. Las letras narraban principalmente historias de fantasía, futuristas y críticas sociales. Los conciertos estaban saturados de efectos de video y sonido, principalmente de innovadores elementos visuales como luces tipo láser.
El siguiente disco de estudio, Foxtrot, confirma el estilo definido, con gran complejidad musical y literaria y cerrado seguramente por una de las mejores composiciones de la historia del rock progresivo: «Supper's Ready», considerada por algunos críticos como una de las cinco mejores canciones del rock progresivo de todos los tiempos.

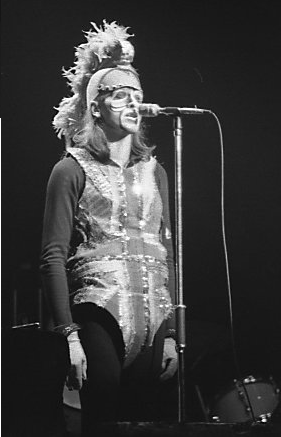
Peter Gabriel como 'Britannia', cantando "Dancing with the Moonlit Knight".

Esta primera etapa se concluye con la edición de un disco en vivo, titulado Genesis Live donde se registraron algunos de los temas que conforman los discos mencionados hasta aquí. Disco ideado como agradecimiento al público alemán por su acogida en la gira realizada por Europa, debía haber salido tan solo en ese país. Sin embargo, la demanda desde otros lugares fue tan alta que finalmente se editó a nivel mundial. Una prueba del disco llegó a fabricarse como álbum doble, incluyendo el mencionado «Supper's Ready». Sin embargo, el deseo de la compañía discográfica de llegar a más oyentes hizo que se modificara. El tema se eliminó, ya que duraba unos 23 minutos, para convertirlo en disco sencillo.
El álbum siguiente, Selling England by the Pound, si bien siguió esta misma línea, demostró una madurez extraordinaria de la banda, lo que hizo que sea considerado por muchos el disco más representativo del período de Peter Gabriel en Genesis. Incluye, anecdóticamente, un tema cantado por Phil Collins: «More Fool Me».
El lanzamiento del ambicioso LP doble llamado The Lamb Lies Down on Broadway a finales de 1974 marcó la última participación de Peter Gabriel en el grupo. El disco es un álbum conceptual donde Gabriel relata extraordinariamente la historia de Rael en busca de su hermano. Excepto «The Carpet Crawlers» no hay en él temas que hayan logrado gran relevancia comercial, en lo cual coincide con la altísima calidad artística durante toda la etapa Gabriel; no obstante, debe tenerse en cuenta que se trata de una obra bisagra para el rock progresivo mundial.
En agosto de 1975, al terminar la gira de presentación de este disco, Gabriel anunciaría que, por motivos personales, abandona la banda, cerrando la brillante etapa inicial. Pueden considerarse de transición los dos discos siguientes, todavía con Steve Hackett en la formación, sumados al disco en vivo grabado durante las giras de presentación de los mismos, titulado Seconds Out.

### Época Phil Collins: 1976-1996
Ante rumores de separación definitiva se realizaron audiciones para reemplazar al cantante, lo cual parecía una tarea destinada al fracaso. En los ensayos de los temas compuestos para el nuevo disco, ante la ausencia de vocalista, fue el baterista y cantante ocasional de la anterior etapa, Phil Collins, quien ensayó las voces, convenciéndose el grupo de que podía ser una opción razonable, apoyado para el directo con su experiencia como actor teatral en sus años adolescentes. 
La banda regresó a los estudios como un cuarteto en octubre de 1975 para comenzar su nuevo álbum. El resultado fue A Trick of the Tail, que llegó a ser número 3 en Inglaterra y número 31 en EE. UU. (el mejor puesto conseguido por un álbum de Genesis hasta entonces). El éxito confundió completamente a algunos críticos que no podían concebir a Genesis sin Peter Gabriel. Para las presentaciones en vivo, el grupo contrató a un baterista, ya que Phil Collins debía cantar. Bill Bruford, antiguo miembro de Yes y King Crimson, se unió al grupo durante unos meses en 1976, sin que la reunión llegara a cuajar más allá. Fue el baterista de Weather Report y miembro de la banda de Frank Zappa, Chester Thompson, quien llegó como batería para quedarse durante las tres siguientes décadas.

#### La partida de Hackett
En septiembre de 1976, el grupo empezó a grabar Wind & Wuthering. El segundo disco sin Peter Gabriel salió a la venta en Estados Unidos a finales de ese año, y en la primera semana de 1977 en el Reino Unido. Esta obra y la anterior serían presentadas durante una gira que concluiría con la edición del álbum en vivo Seconds Out. Al finalizar la gira, Steve Hackett anunció su partida del grupo, considerando que su peso específico como compositor en la banda no era el adecuado, aunque manteniendo una buena relación con los demás. Esto se demostró en su primer disco en solitario en 1975, aún en paralelo a Genesis, Voyage of the Acolyte en el cual Collins y Rutherford tuvieron un papel fundamental, hasta el punto de considerarse por algunos críticos como "el disco que Genesis debió sacar tras la partida de Gabriel". Se contrató a un nuevo guitarrista, Daryl Stuermer, para proseguir las giras estadounidenses y europeas, ocupándose también del bajo en algunos temas, en los que el propio Rutherford tomaba el papel de guitarrista. 

"Yo no tengo problemas, pero, después de todos estos años, al menos dos muchachos de la banda no quieren formar parte de un tour, porque sería algo muy público y masivo. Y ya nadie les puede decir a ellos qué hacer o qué no hacer, por lo tanto, dudo que nos volvamos a juntar. Ya tenemos muchas diferencias políticas y personales, y la gente quiere ver reunido a Genesis y disfrutar de algo agradable, no de lo opuesto."
Steve Hackett (2016) 

En cualquier caso, para los discos de estudio el grupo quedó reducido a los tres miembros históricos oficiales: Tony Banks se encargaría de los teclados, Mike Rutherford tanto de la guitarra como del bajo, y Phil Collins como batería y cantante.

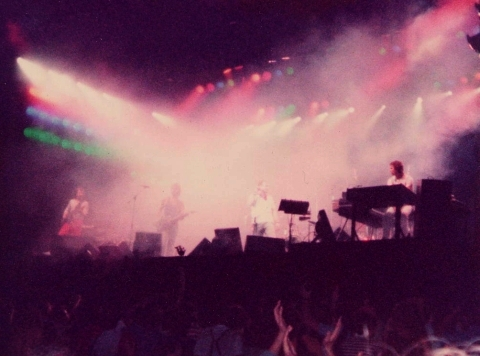
Concierto de Genesis en Pisa, Italia, 6 de septiembre de 1982.

#### Cambio de sonido
En 1978 un Genesis reducido a trío lanzó And Then There Were Three obteniendo un relativo éxito en las radios con el tema «Follow You, Follow Me». La accesibilidad de su propuesta musical iba en aumento. El siguiente disco en lanzarse, con mayores aportaciones de Phil Collins como compositor, será Duke, el cual se convirtió en su primer álbum número 1 en Inglaterra mientras ascendía al puesto número 11 en los EE. UU., incluyendo el tema de Collins «Misunderstanding» y el gran éxito «Turn It On Again», que se ha mantenido en las emisoras comerciales de música por más de treinta años.

### Éxito masivo mundial
En la década de los ochenta se editan Abacab, Genesis e Invisible Touch. De este último trabajo salen «Throwing It All Away», «Tonight, Tonight, Tonight», «In Too Deep», «Land of Confusion» e «Invisible Touch», todos llegaron al Top 5 en Estados Unidos, pero este último llegando al número 1 del Billboard. «Land of Confusion» fue además galardonado con el Grammy por tener uno de los mejores videos de ese año, con las figuras animadas en Spitting Image de Collins, Banks y Rutherford además de una original caricaturización de Ronald Reagan y Margaret Thatcher como protagonistas. 
Simultáneamente se suceden los discos paralelos de todos los miembros de la banda. Collins, desde su otro grupo Brand X en los setenta, y tras su éxito con «In The Air Tonight», va ganando peso como cantante en solitario en el panorama musical de los ochenta, al mismo tiempo que consolida su posición de igualdad compositiva en el grupo con Banks y Rutherford. Este último obtiene también importantes éxitos con su grupo Mike and the Mechanics, con Paul Carrack y Paul Young (Sad Café) en voces, y Banks presenta varios discos, primero con bandas sonoras, luego con temas más pop.
El último disco de estudio de esta etapa fue We Can't Dance (1991), que continúa la línea que el anterior con variados estilos característicos del grupo, aunque el peso de Collins es quizá mayor que en los anteriores, y la producción eleva (metafórica y físicamente) el volumen de la batería. Este álbum debutó como número uno en Inglaterra y alcanzó el número cuatro en Estados Unidos. «No Son of Mine», «I Can't Dance», «Hold On My Heart» y «Jesus He Knows Me» treparon con facilidad a los rankings mundiales. Este álbum es uno de los trabajos más vendidos de Genesis hasta la fecha. En 1992 y 1993 editarían dos álbumes en vivo que llegarían a ser platino en Estados Unidos.

### Época Ray Wilson: 1997-1998

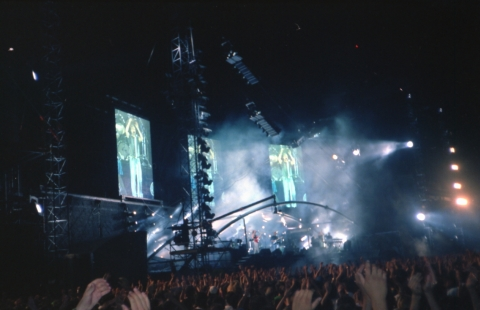
Concierto de Genesis en Niza, Francia, julio de 1992

La exitosa carrera como solista de Phil Collins y su vida familiar lo llevó a abandonar el grupo en 1996. Sin embargo, la banda aún logra lanzar en 1997 el disco Calling All Stations con Ray Wilson como cantante principal. El disco se vendió bastante en Europa y el sencillo «Congo» alcanzó la posición 29; pero ni los críticos ni los fanes se preocuparon por el disco en Estados Unidos, en donde se vendió poco y no tuvo éxito. La gira en EE. UU. fue cancelada por eso. Tras finalizar la gira europea, los dos miembros originales despiden a Wilson y deciden retirarse temporalmente.

"Cuando firmé mi contrato para entrar en la banda, ponía claramente que era para 2 discos. Esa fue siempre la idea, seguir adelante, pero Mike Rutherford cambió de postura, es lo que pasó realmente. Creo que sintió que no tenía los ánimos como para hacer otro más; de repente se pasó de cifras de 15 millones de ventas a 2 y medio, y creo que no se sentía a gusto con sí mismo para hacer el siguiente."
Ray Wilson (2016) 

En 1998 se lanza la compilación de cuatro discos Genesis Archive 1967-75, en la que se presenta material inédito junto a grabaciones en vivo de la era Peter Gabriel (incluyendo una presentación completa en vivo del clásico The Lamb Lies Down On Broadway, Shrine Auditorium, Los Ángeles, 24 de enero de 1975). Después, en 1999, salió Turn It On Again: The Hits, una compilación que contenía la mayoría de los grandes éxitos de la era Phil Collins, además de «I Know What I Like», de Selling England by the Pound y una nueva versión de "The Carpet Crawlers" interpretada por la alineación de la época Peter Gabriel (aunque los cinco miembros no estuvieron juntos en el mismo estudio durante la grabación; grabaron sus partes en estudios distintos).
En el 2000 salió otra compilación, esta vez de tres discos: Genesis Archive #2: 1976-1992, que contenía material de la época en la que Phil Collins fue la voz principal.

### Turn It on Again: 2007

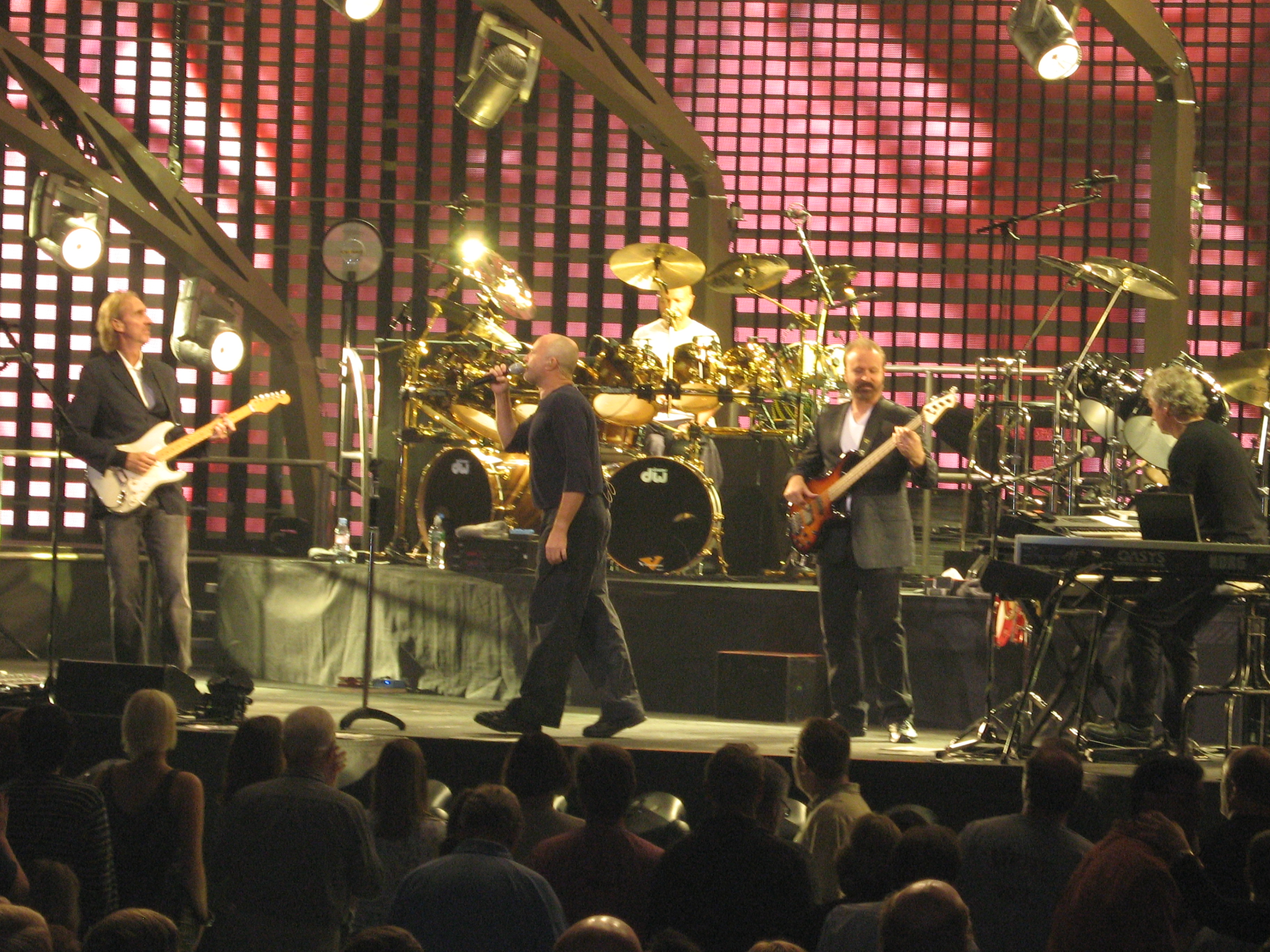
Genesis interpretando Throwing It All Away en Washington D. C., EE. UU., tomada durante la gira Turn It On Again 2007

Entre junio y octubre del año 2007 Genesis desarrolló la gira "Turn It On Again", devolviéndolos a los escenarios. Esta gira constaba inicialmente de 20 conciertos en Europa y 20 en Norteamérica, que posteriormente fueron ampliados dado el masivo éxito de la convocatoria. En el repertorio se incluyeron temas de todas las etapas de la banda, con un gran aparato escénico, obra de Mark Fisher, famoso por haber trabajado en las mejores giras de U2, Pink Floyd y los Rolling Stones.
Aunque nunca perdieron el contacto, realizando incluso una pequeña actuación en 2004 como trío, es este año el momento de la reunión de la formación más estable de la banda, con Thompson y Stuermer acompañando a Banks, Collins y Rutherford. Los exintegrantes de la época dorada, Peter Gabriel y Steve Hackett no participan en esta gira, aunque Hackett ha manifestado en diversas ocasiones su disposición a estudiar una posible unión, y Gabriel aseguró que no excluyía la posibilidad de unirse a ellos de nuevo, pero en el futuro.
Paralelamente a esta gira se reeditó la discografía de Genesis en formato SACD y DVD con audio de alta definición, sonido envolvente y remasterizado. Además, la página The Music edita cada uno de los conciertos de la gira en su Encore Series.
El 7 de julio de 2007 el grupo inaugura el concierto "Live Earth 07/07/07" en el Estadio de Wembley, Londres.
Fruto de los conciertos realizados en la nueva gira, el 20 de noviembre se editó un disco doble en directo Live Over Europe 2007, con una selección de los temas interpretados en los diferentes conciertos europeos, mientras que el 26 de mayo de 2008 lanzaron el DVD del concierto gratuito que cerró la gira, y que se celebró en Roma en el Circo Máximo, frente a una multitud de 500.000 espectadores, y que fuera titulado When in Rome.
Desde 2011, Genesis ha expresado opiniones variadas acerca de una reunión. Collins se retiró de la industria musical como músico activo ese año en favor de los compromisos familiares y ha declarado que ya no puede tocar la batería debido a problemas médicos. Hackett dijo "diría que es posible, pero altamente improbable. Siempre he estado abierto a la posibilidad. No soy uno de los que dicen que no". Gabriel se refirió a la posibilidad de una reunión: "Nunca dije nunca. Realmente no ocurrió la última vez. Creo que hay una pequeña posibilidad, pero no creo que sea muy alta." En 2014, Collins reiteró "¿Lo ha pensado la gente? No es que vas a tener a Peter como cantante, y yo como baterista. Ya no puedo tocar más, por lo que nunca va a ocurrir," sumado a que no es probable que Gabriel interprete canciones en las cuales Collins cantaba originalmente.
En 2014 Gabriel, Banks, Rutherford, Collins y Hackett se reunieron para "Genesis: Together and Apart", un documental de la BBC sobre la historia de la banda y los diversos álbumes solistas que los miembros del grupo han lanzado. Aunque participó en el documental y lo promocionó, Hackett fue crítico luego de la emisión, diciendo que el documental estaba fragmentado y no le dieron participación en la edición, agregando que ignora su trabajo en solitario aunque el habló extensamente del mismo. El documental tampoco incluye la etapa de Ray Wilson con Genesis.
En 2015, Collins anunció el fin de su retiro, y especuló con que una reunión con Banks y Rutherford sería posible, un punto de vista que Banks avaló. En 2017, Rutherford dijo que el también estaba dispuesto a una reunión si Collins estaba interesado. Hacket dijo que le gustaría una reunión de la formación de 1971-1975, pero subrayó que sería muy improbable, agregando "No voy a decir nada más porque no quiero crear expectativas." Collins publicó su autobiografía en 2016, afirmando en la introducción de la misma, que él se retiró de Genesis en 2007. En 2016 Peter Gabriel en su gira con el músico Sting, luego de más de 30 años sin interpretar canciones de Genesis, interpretó la introducción de «Dancing with the Moonlit Knight».

### The Last Domino?: 2020-2022
El 4 de marzo de 2020 se hizo el anuncio oficial, luego de varios rumores en los días previos de un posible reencuentro, de la reunión de la banda en su formación más exitosa (Collins, Banks y Rutherford) después de 13 años de su último concierto en 2007, sin la inclusión de Peter Gabriel o Steve Hackett.
La banda anunció la gira The Last Domino?, que debió reprogramarse debido a la pandemia de Covid 19. Además del trío, incluye al bajista/guitarrista Daryl Stuermer y al hijo de Phil, Nicholas Collins en lugar de Chester Thompson en la batería.
Finalmente, la gira comenzó el 20 de septiembre de 2021 en Birmingham, Inglaterra, siguió con una etapa por Estados Unidos y cerró con una nueva manga por Europa, dando un total de 46 espectáculos en el Viejo Continente y América del Norte, terminando el 26 de marzo de 2022 en Londres en el estadio The O2 Arena.

## Discografía
Álbumes de estudio
- From Genesis to Revelation (1969)
- Trespass (1970)
- Nursery Cryme (1971)
- Foxtrot (1972)
- Selling England By The Pound (1973)
- The Lamb Lies Down On Broadway (1974)
- A Trick of the Tail (1976)
- Wind & Wuthering (1976)
- ...And Then There Were Three... (1978)
- Duke (1980)
- Abacab (1981)
- Genesis (1983)
- Invisible Touch (1986)
- We Can't Dance (1991)
- Calling All Stations (1997)

## Giras musicales
- The Trespass Tour (1970/1971)
- The Nursery Cryme Tour (1971/1972)
- The Foxtrot Tour (1972/1973)
- The Selling England by the Pound Tour (1973/1974)
- The Lamb Lies Down on Broadway Tour (1974/1975)
- The A Trick of the Tail Tour (1976)
- The Wind & Wuthering Tour (1977)
- The ... And Then There Were Three Tour (1978)
- The Duke Tour (1980)
- The Abacab Tour (1981)
- The Three Sides Live Encore Tour (1982)
- The Mama Tour (1983/1984)
- The Invisible Touch Tour (1986/1987)
- The We Can't Dance Tour (1992)
- The Calling All Stations Tour (1998)
- The Turn It On Again Tour (2007)
- The Last Domino? (2021/2022)

## Premios y candidaturas

### Grammys

#### Ganador
- 1988: Best Concept Music Video por «Land of Confusion» (1986)

#### Candidato
- 1985: Best Rock Performance by a Duo or Group with Vocal por Genesis (1983)
- 1985: Best Rock Instrumental Performance por «Second Home By The Sea» (1983)
- 1987: Best Pop Instrumental Performance por «The Brazilian» (1986)
- 1993: Best Pop Performance by a Duo or Group with Vocal por «I Can't Dance» (1991)

### American Music Awards

#### Ganador
- 1993: Favorite Group (Pop/Rock) por We Can't Dance (1991)

#### Candidato
- 1987: Favorite Group (Pop/Rock) por Invisible Touch (1986)
- 1993: Favorite Album (contemporary) por We Can't Dance (1991)
- 1993: Favorite Artist (contemporary) por We Can't Dance (1991)